# Scaled Composites White Knight Two
Lo Scaled Composites Model 348 White Knight Two (conosciuto più semplicemente come White Knight One o WK2) è un aereo da trasporto quadrimotore turbogetto, utilizzato per il lancio dello spazioplano sperimentale SpaceShipTwo. Il White Knight Two è stato progettato da Robert Morgan e James Tighe per conto della Scaled Composites prendendo spunto dal White Knight e dal Proteus, due aerei sperimentali precedentemente progettati Burt Rutan, colui che nel 1982 aveva fondato la Scaled Composites. L’aereo è stato progettato dal 2007 al 2010 come primo stadio del progetto Tier 1b, un sistema di lancio suborbitale a due stadi.
Oltre che fungere da nave madre per la SpaceShipTwo, il White Knight Two è stato appositamente progettato con una cosiddetta “architettura aperta”, che permettesse di adattare il velivolo a molteplici utilizzi, tra cui ad esempio quello di operare come velivolo da assenza di gravità in modo da poter essere adoperato nell’addestramento del personale alla microgravità, o di svolgere comunque missioni a quote particolarmente elevate. Tra i vari studi di come potrebbe essere utilizzato il WK2, ne figura anche uno in cui il velivolo, dopo essere stato equipaggiato con un serbatoio per acqua in materiale composito, verrebbe utilizzato nell’estinzione degli incendi forestali.
Nel 2008 la Virgin Galactic ha ordinato la produzione di due modelli di White Knight Two, i quali, assieme alla SpaceShipTwo, sarebbero andati a formare la base della flotta della compagnia impegnata nella realizzazione di sistemi per il turismo spaziale. Nel 2010, poi, la The Spaceship Company, azienda oggi interamente di proprietà della Virgin Galactic, ma creata nel 2005 dalla Virgin per gestire i progetti realizzati per lei dalla Scaled Composites e allora posseduta al 70% da Virgin Galactic e al 30% da Scaled Composited, ha annunciato l’intenzione di costruire altri tre modelli di White Knight Two e un altro esemplare di SpaceShipTwo, realizzando i velivoli a partire dai prototipi prodotti dalla Scaled Composites.
Al 2019, comunque, esiste un solo modello di White Knight Two, il VMS Eve, così chiamato in onore di Evette Branson (“VMS” Sta invece per “Virgin Motherships”), madre di Richard Branson, che è stato presentato al pubblico il 28 luglio 2008 ed ha compiuto il suo primo volo ufficiale il 21 dicembre dello stesso anno. Un altro modello, che dovrebbe essere battezzato VMS Spirit of Steve Fosset, in onore di Steve Fossett, un amico di Branson morto in un incidente aereo nel 2007, la cui produzione era già stata annunciata nel 2008 alla presentazione dell’Eve, sarebbe in costruzione presso gli stabilimenti della The Spaceship Company.

## Storia del progetto

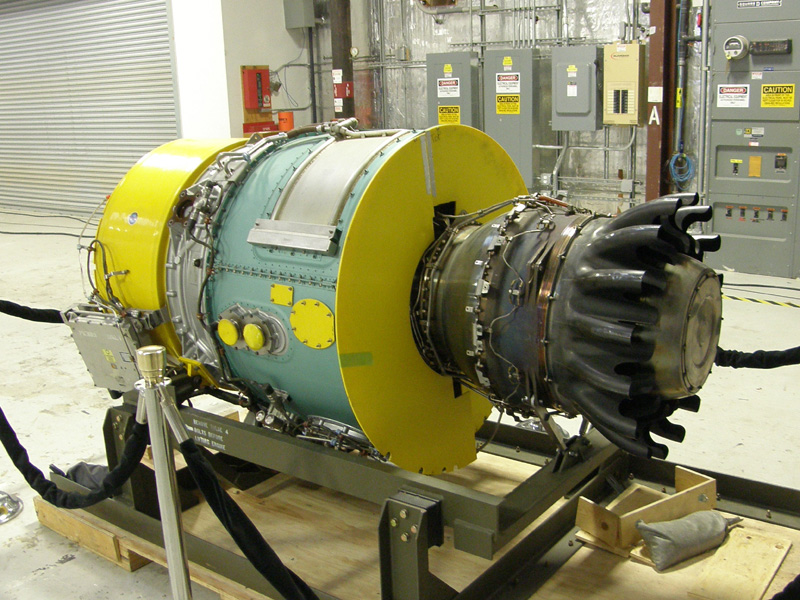
Il motore PW308 utilizzato sul White Knight Two.

Con la progettazione della navetta SpaceShipTwo, ben più larga della SpaceShipOne, si rese necessaria la creazione di una nave madre anch'essa ben più grande della precedente. Pur derivando concettualmente dal White Knight, il White Knight Two è comunque molto differente da esso, risultando praticamente essere un progetto completamente nuovo.
La differenza più evidente rispetto al suo predecessore è data dal fatto che il White Knight Two è un aeroplano a doppia fusoliera spinto da quattro motori turbogetto Pratt & Whitney Canada PW308, montati a coppie su ogni ala. L'interno di una delle due fusoliere è l'esatta replica dell'interno della SpaceShipTwo, in modo da permettere l'allenamento e l'adattamento dei futuri turisti spaziali, mentre l'altra è attrezzata per trasportare i passeggeri in viaggi nella stratosfera a basso costo.
Per quanto riguarda le dimensioni, il WK2 è circa tre volte più largo del suo predecessore, il già citato White Knight, in modo da far sì che esso possa ospitare la SpaceShipTwo, ben più larga della SpaceShipOne, tra le due fusoliere, sotto la parte centrale dell'ala, mentre la sua apertura alare di 43 m è simile a quella di un Boeing B-29 Superfortress.
Altre differenze rispetto al White Knight sono date poi dalla coda e dalla configurazione dei motori. Per quanto riguarda la coda, infatti, il WK ha due code a T mentre il WK2 ha due code cruciformi, mentre per quanto riguarda la configurazione dei motori, mentre il WK ha due motori, posti ai due lati dell'unica fusoliera, il WK2 ha quattro motori disposti a coppie sotto ogni ala, due all'esterno di una fusoliera e due all'esterno dell'altra.
Il White Knight Two, interamente realizzato in fibra di carbonio e materiali compositi, è stato progettato per fornire ai suoi passeggeri piccoli assaggi da pochi secondi di assenza di peso prima del volo suborbitale vero e proprio, ed anche per fornire loro la vista di un cielo blu scuro, volando ad un'altitudine di crociera di 18 000 m.

## Impiego operativo

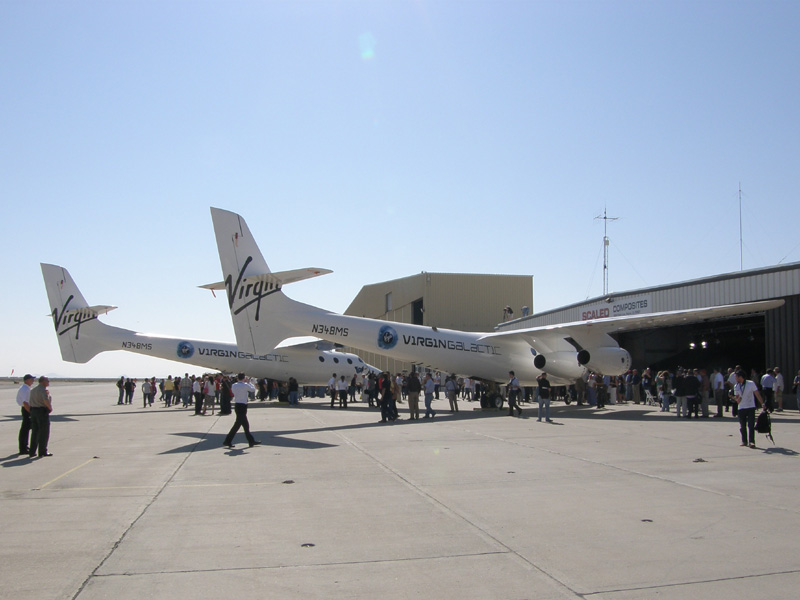
Il White Knight Two alla cerimonia della sua presentazione, il 28 luglio 2008.

Il modello del White Knight Two, commissionato dalla Virgin Galactic all'azienda di Burt Rutan per sostituire il White Knight, fu mostrato al pubblico il 23 gennaio 2008, assieme al modello della SpaceShipTwo. Dopo circa sei mesi, il 28 luglio 2008, fu invece presentato al pubblico il primo esemplare del velivolo, battezzato come Eve e avente codice identificativo N348MS presso il quartier generale della Scaled Composites. Quel giorno, Richard Branson, patron della Virgin, annunciò che il primo viaggio spaziale della navetta avrebbe avuto luogo da lì a 18 mesi con queste parole: "Rappresenta...la possibilità per il nostro sempre crescente numero di futuri astronauti e altri scienziati di vedere il nostro mondo in una luce completamente nuova".
Il 22 marzo 2010, il VMS Eve completò il suo venticinquesimo volo, trasportando per la prima volta la SpaceShipTwo chiamata VSS Enterprise, raggiungendo, in un volo di 2 ore e 54 minuti, l'altezza di 13 000 m.
Nel periodo 2012-2014, la Virgin Galactic considerò inoltre l'idea di utilizzare il White Knight Two come piattaforma di lancio volante per un nuovo missile a due stadi a propellente liquido da utilizzare per la messa in orbita di satelliti di piccole dimensioni chiamato LauncherOne. Nel tardo 2015, però, la Virgin Galactic decise di utilizzare un mezzo di trasporto di maggior capacità, optando per il Cosmic Girl, un Boeing 747-41R precedentemente di proprietà della Virgin Atlantic Airways e modificato per l'occorrenza.

### Programma dei test di volo
L'VMS Eve è stato sottoposto ad un intenso programma di voli di prova, effettuando circa venti voli tra il dicembre 2008 e l'agosto 2009, in modo da migliorare sempre più sia il suo design che la sua dinamica di volo. I test furono considerati completati nel settembre 2009 e all'inizio del 2010 iniziarono così i test con il trasporto e il lancio della SpaceShipTwo.